# دیلان آغگول
دیلان آغگول (انگلیسی: Dilan Ağgül؛ زادهٔ ۳ اوت ۱۹۹۸) بازیکن فوتبال اهل ترکیه است که در حال حاضر برای باشگاه فوتبال زنان گوترسلوه در پست هافبک بازی می‌کند.
از باشگاه‌هایی که در آن بازی کرده است می‌توان به باشگاه فوتبال زنان بایر ۰۴ لورکوزن اشاره کرد.
وی همچنین در تیم ملی فوتبال زنان ترکیه بازی کرده است.

## زندگی شخصی
دیلان آغگول در تاریخ ۳ اوت سال ۱۹۹۸ در تروان‌اشتاین، باواریای علیا، کشور آلمان پا به دنیا گذاشت. او یک برادر بزرگتر به نام دیار دارد که یک سال از او بزرگ‌تر است و سابقه بازی کردن در رشته فوتبال را نیز دارد. دیلان پس از اتمام دوره تحصیلی معادل دانشگاه، به تحصیل در رشته علوم تغذیه از طریق آموزش از راه دور پرداخت. او در شهر زادگاهش تروان‌اشتاین با والدینش بزرگ شد و تنها عضو خانواده است که تابعیت ترکیه را دارد. خانواده او علی‌رغم تبار ترکیه‌ای، تماماً گذرنامه آلمانی دارند.

## دوران باشگاهی
دیلان آغگول از پنج سالگی فوتبال را آغاز کرد و طبق گفت‌های خودش از شرح حال زندگی‌اش، الهام‌بخش او برای عشق ورزیدن به فوتبال حرفه‌ای، برادر بزرگترش دیار است که او نیز بازیکن فوتبال بود.
دیلان آغگول، در فصل ۲۰۱۴–۱۵ به تیم محلی دی‌جی‌کی تراونشتاین پیوست که در لیگ سطح ششم کشور آلمان رقابت می‌کرد. او در این تیم دو بار به میدان رفت. پس از انحلال تیم، آغگول به باشگاه فوتبال فاخندورف منتقل شد. در فصل ۲۰۱۵–۱۶ به باشگاه فوتبال سالدورف ملحق شد و در همان سال اول به همراه تیمش، به یک سطح بالاتر، لیگ چهارم باواریا صعود کرد. طی سه فصل، ۵۸ بازی برای این تیم انجام داد و دو گل نیز به ثمر رساند.
در آغاز فصل ۲۰۱۸–۱۹، دیلان آغگول در ۱۹ سالگی به تیم دوم باشگاه فوتبال زنان بایر ۰۴ لورکوزن پیوست. تا آوریل ۲۰۱۹، ده بازی برای بایر ۰۴ لورکوزن انجام داد و چهار گل نیز زده بود. در فصل ۲۰۱۹–۲۰ به فااس‌وی گوترسلوه پیوست تا در لیگ دسته دوم آلمان بازی کند. در فصل بعد نیز در همین لیگ به میدان رفت.

## دوران ملی
دیلان آغگول به تیم ملی فوتبال زنان ترکیه دعوت شد. در ۱۱ نوامبر ۲۰۱۸ اولین بازی ملی خود را در دیدار دوستانه مقابل تیم ملی فوتبال زنان گرجستان در تفلیس انجام داد. او همچنین در یکی از بازی‌های مقدماتی جام ملت‌های اروپا ۲۰۲۱ برابر هلند به میدان رفت.
دیلان آغگول به عنوان یکی از استعدادهای جوان فوتبال زنان ترکیه شناخته می‌شود. با تلاش و پشتکار، به موفقیت‌های قابل توجهی دست یافته و آینده درخشانی در پیش رو دارد. انتظار می‌رود با ادامه این روند، به الگویی برای نسل‌های آینده فوتبال زنان تبدیل شود. تعهد او به بهبود مهارت‌ها و حضور منظم در تیم ملی، می‌تواند ترکیه را در مسابقات بین‌المللی به نتایج بهتری برساند.
پیشرفت‌های چشمگیر او در باشگاه‌های مختلف و تجربیات بین‌المللی، نویدبخش آینده‌ای درخشان است. دیلان با انگیزه‌ای قوی به دنبال تحقق رویاهایش در دنیای فوتبال است و بدون شک می‌تواند به یکی از ستاره‌های فوتبال زنان ترکیه تبدیل شود. مسیر رو به رشد او نشان‌دهنده پتانسیل بالای این بازیکن جوان است.